# J. Michael Straczynski

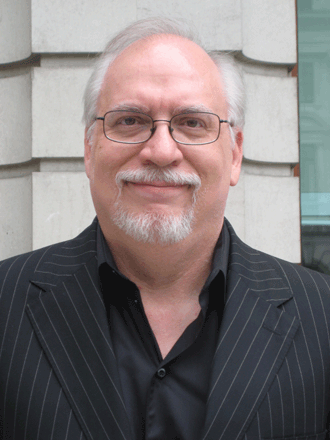
J. Michael Straczynski, 2008

Joseph Michael Straczynski (* 17. Juli 1954; in den Medien, insbesondere im Usenet, nach seinen Initialen häufig nur JMS genannt) ist ein US-amerikanischer Autor und Produzent von Fernsehserien, bekannt vor allem als Erfinder, ausführender Produzent und Chefautor für die Science-Fiction-Fernsehserien Babylon 5 und Crusade, sowie als Drehbuchautor der Netflix-Serie Sense8.
Straczynski war mit Kathryn M. Drennan verheiratet, die ebenfalls als Autorin tätig ist. Er lebt nahe Los Angeles.

## Die Anfangsjahre
Straczynski stammt aus Paterson, New Jersey. Er ist Absolvent der San Diego State University, mit Abschlüssen in Psychologie und Soziologie. Während seiner Zeit an der Universität schrieb er zahlreiche Artikel für die Studentenzeitung, die daher manchmal scherzhaft „Daily Joe“ („Täglicher Joe“) genannt wurde. Laut Klappentext der ersten Ausgabe seines Buchs über das Schreiben von Drehbüchern, produzierte Straczynski mit 17 Jahren ein Theaterstück, mit 21 eine Sitcom und verkaufte sein erstes Filmdrehbuch, als er 24 war.
Bis zu seinem 29. Lebensjahr schrieb er Film- und Fernsehdrehbücher, Radiodrehbücher für Alien Worlds und das Mutual Broadcasting System, ein Dutzend Theaterstücke und mehr als 150 Zeitungs- und Zeitschriftenartikel. Außerdem lehrte er sein Handwerk bereits seit mehreren Jahren bei verschiedenen Vorlesungen und Seminaren in Kalifornien und anderswo.

## Kino
Straczynski schrieb das Drehbuch zu Der fremde Sohn (2008) mit Angelina Jolie in der Hauptrolle. Regie führte Clint Eastwood, zu den Produzenten gehörte Ron Howard. 2009 war er am Drehbuch zum Martial-Arts-Film Ninja Assassin beteiligt.
Er wirkte an der Storyentwicklung zur 2011 veröffentlichten Comicverfilmung Thor mit. 2011 folgte seine Beteiligung am Drehbuch zu Underworld: Awakening, 2013 dann World War Z.

## Fernsehen
Straczynskis Arbeit fürs Fernsehen begann 1983. Er war an verschiedenen Zeichentrickserien beteiligt und arbeitete sich schnell vom angestellten Drehbuchschreiber zum ausführenden Produzenten hoch. Die Spitze seiner Fernsehkarriere war die Science-Fiction-Fernsehserie Babylon 5, für die er 1996 und 1997 mit dem Hugo Award und 1999 mit dem SFWA Award ausgezeichnet wurde. Er schrieb 92 der insgesamt 110 Folgen der Serie (ein außergewöhnlich hoher Anteil) sowie den Pilotfilm und fünf Fernsehfilme. Die auf die Charaktere konzentrierte Serie machte insbesondere durch ihren von vornherein auf fünf Jahre angelegten und durchkonzipierten Handlungsbogen auf sich aufmerksam und war die erste Serie, in der CGI in großem Umfang für die Spezialeffekte eingesetzt wurde. Straczynski war außerdem Erfinder, ausführender Produzent und Autor (10 Folgen) von Crusade, der nach nur 13 Folgen abgesetzten Nachfolgeserie von Babylon 5.
Straczynski kreierte außerdem Jeremiah, eine lose an ein französisches postapokalyptisches Comic angelehnte Serie, und schrieb 19 der 39 Episoden. Im August 2015 hatte die erste Staffel der von ihm zusammen mit den Wachowski-Geschwistern entwickelten Netflix-Serie Sense8 ihre Premiere.
Eine unvollständige Liste anderer Fernseharbeiten Straczynskis:
- Masters of the Universe
- Jayce and the Wheeled Warriors
- Twilight Zone (die Neuauflage in den 1980er-Jahren)
- The Real Ghostbusters
- Jake und McCabe – Durch dick und dünn
- Captain Power
- Mord ist ihr Hobby
- She-Ra – Prinzessin der Macht
- Spiral Zone (unter dem Pseudonym Fettes Grey)
- CBS Story Break
- Walker, Texas Ranger
- Sense8
- Babylon 5

Neben den fünf Babylon-5-Filmen schrieb er unter anderem eine preisgekrönte Adaption von Robert Louis Stevensons Der seltsame Fall des Dr. Jekyll und Mr. Hyde und Mord ist ihr Hobby – Eine zum Sterben schöne Geschichte, einem Film zur Serie Mord ist ihr Hobby, den er auch produzierte.

## Comics
Neben der weiter unten erwähnten Midnight Nation zeichnet J. Michael Straczynski verantwortlich für die Comicserie Rising Stars. Außerdem schrieb er von 2001 bis 2007 die Serie Amazing Spider-Man für Marvel Comics, deren Fans seine Geschichten stark differenziert aufnahmen, unter anderem weil er einige große Umwälzungen im Leben der Hauptfigur bewirkt hat. Nach seinem Weggang wurden diese übrigens fast ausnahmslos wieder rückgängig gemacht.
In Supreme Power, welches unter dem MAX-Label von Marvel erschien, das Comics für Erwachsene beinhaltet, und dessen Nachfolgeserie Squadron Supreme beschrieb Straczynski eine realistischere Reaktion der Menschen auf das Auftauchen von Superhelden und bezog stark die Politik Amerikas mit ein. Weitere Highlights aus seiner Zeit bei Marvel waren die Serien Thor, Die Fantastischen Vier und Dr. Strange.
Mittlerweile ist er für DC Comics tätig, wo er unter anderem die Abenteuer von Superman und Wonder Woman verfasst.

## Romane
Straczynski ist Autor dreier Horrorromane – Othersyde, Nacht der Dämonen und Tribulations – und von fast 20 Kurzgeschichten, von denen viele in den Sammelbänden Geschichten aus der neuen Twilight Zone und Straczynski Unplugged enthalten sind. Er schrieb die grobe Handlung für neun der zum Kanon gehörenden Babylon-5-Bücher und vier Babylon-5-Kurzgeschichten, die in Zeitschriften veröffentlicht und (bis 2005) nicht neu aufgelegt wurden. Von Straczynski stammt auch der Plot zu der Hardboiled-Comicserie Midnight Nation, deren zeichnerische Umsetzung von einem kleineren Team vorgenommen wurde und die – ebenso wie die Fernsehserie Jeremiah – stark science-fictionhafte Elemente enthält.
Er war mit dem Science-Fiction-Autor Harlan Ellison befreundet und hat insbesondere bei der Fernsehserie Babylon 5 mit ihm zusammengearbeitet. Außerdem ist er Schüler und Freund von Norman Corwin sowie ein bekennender Bewunderer des Werks von Rod Serling.

## Cameos
Straczynski hat in der letzten Folge der Fernsehserie Babylon 5, „Der Weg ins Licht“ einen kurzen Gastauftritt. Er spielt den Techniker, der das Licht auf der Station ausmacht, bevor diese gesprengt wird.
Er hat einen weiteren Cameo-Auftritt im Film Thor als der Pickup-Fahrer, der den Krater findet, in den Thors Hammer Mjolnir gefallen ist, und der erfolglos versucht, ihn anzuheben.

## Würdigung
Ein 1992 am Kitt-Peak-Nationalobservatorium entdeckter Asteroid erhielt den Namen (8379) Straczynski.